# 1310 w polityce

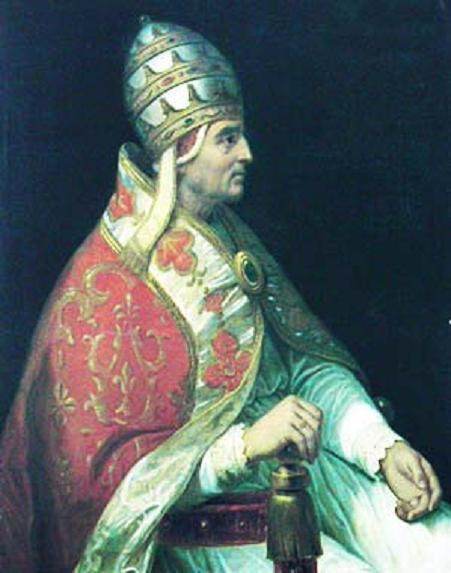
Papież Urban V

Wydarzenia polityczne w 1310 roku.

## Wydarzenia
- 1 czerwca francuska mistyczka Małgorzata Porete[1] zostaje spalona na stosie.
- Początek panowania Jana Luksemburskiego jako króla czeskiego (do 1346)[2][3][4].

## Urodzili się
- 30 kwietnia Kazimierz, syn Władysława Łokietka, król Polski od 1333[5].
- Guillaume de Grimoard, późniejszy papież Urban V[6].

## Zmarli
- 5 czerwca Amalryk z Tyru, książę Tyru i tytularny król Jerozolimy[7].